# Les Essards, Charente-Maritime
Les Essards är en kommun i departementet Charente-Maritime i regionen Nouvelle-Aquitaine i västra Frankrike. Kommunen ligger  i kantonen Saint-Porchaire som ligger i arrondissementet Saintes. År 2022 hade Les Essards 733 invånare.

## Befolkningsutveckling
Antalet invånare i kommunen Les Essards
Referens:INSEE